# Jaime Murgas Arzuaga
Jaime Murgas Arzuaga (n. Codazzi, Magdalena Grande) es un abogado por la Universidad Pontificia Javeriana, político y empresario colombiano, exdiputado, exdirector regional del Sena, fue consultor de la Organización de Estados Iberoamericanos, además excongresista y exgobernador del Departamento del Cesar. Es militante activo del Partido Conservador Colombiano en el Cesar. Su mayor obra como político y gobernante es la creación de la Universidad Popular del Cesar.
Actualmente Murgas Arzuaga se dedica a la ganadería y es miembro de la junta de CORFEDUPAR y dirigente gremial ganadero en el Departamento del Cesar.

## Familia
Murgas Arzuaga es hijo del patriarca Conservador, Mario Murgas Araújo y Amira Arzuaga. Entre sus hermanos destacó por su trayectoria política el excongresista Luís Mariano Murgas Arzuaga (fallecido en 2015).
Con una familia numerosa, compuesta por nueve hijos: Nelsy, Elsy, Cristina, Jaime Mario, Iván, Chelly, Diana, Jaime Camilo y Sergio. Destaca entre ellos, la periodista y experta en comunicaciones, Cristina Murgas Aguilar, galardonada entre los 100 colombianos 2013 - 2014, por Marca Colombia (CO) y Fusionarte. Un premio que da reconocimiento a 100 historias de vida representativas del poderoso capital humano que tiene Colombia en el exterior, 100 muestras del talento, la creatividad y perseverancia de aquellos colombianos que han sabido destacar en el panorama internacional. Además recibió en 2013, el premio 100 Latinos Madrid, por la Comunidad de Madrid. Medalla de honor al Mérito Histórico Hernando de Santana en la categoría Ciudadano excelso de Valledupar.

## Trayectoria
En el Departamento del Cesar fue Secretario de Planeación en el año 1969, Secretario de Gobierno en el período 1969 - 1970. 

### Gobernador del Cesar (1978)
Primero fue nombrado Gobernador encargado por Decreto ejecutivo Nº 1983 del 21 de noviembre de 1969, siendo Presidente de la República, D. Carlos Lleras Restrepo y fue 
gobernador titular del Cesar, nombrado el 25 de abril de 1978 por el presidente D. Alfonso López Michelsen. Estuvo en el cargo hasta el 24 de agosto de 1978 cuando fue reemplazado por Jose Guillermo "Pepe" Castro, nombrado por el nuevo presidente Julio César Turbay.
Durante su gobierno terminó el edificio de la Gobernación del Cesar que había sido iniciado el gobierno de Alfonso Araújo Cotes. También construyó la sede Hurtado de la Universidad Popular del Cesar.
Este proyecto fue apoyado igualmente por los gobernadores del Cesar, Alfonso Araújo Cotes y José Antonio Murgas, y Alonso Fernández Oñate, quienes mediante un movimiento cívico, habían impulsado la creación del Instituto Tecnológico Universitario del Cesar (ITUCE), antecesor a la UPC.
Las obras del gobierno Murgas fueron inauguradas el 23 de julio de 1978 con presencia del presidente López Michelsen.
Murgas Arzuaga también fue el impulsor de la interconexión eléctrica de Valledupar, que marcó un hito inolvidable en la historia económica y social de la región (Actual estación de Transelca en inmediaciones del batallón La Popa).
Su compromiso en la región se focalizó en la realización de múltiples obras en el campo de la salud, educación, electrificación rural y vías de penetración a zonas campesinas.

### Representante a la Cámara por el Cesar
Murgas fue elegido representante a la Cámara por el departamento del Cesar en dos períodos 1974-78 y 1982-86. Ocupando en el primer período la Vicepresidencia de la Comisión IV, siendo igualmente delegado por el Congreso de la República al III Parlamento Latinoamericano y Parlamento Europeo, México, 1977; a la Asamblea Nacional Constituyente de Francia en el año 1978; a la Asamblea Nacional Popular China en 1985 y al Congreso de la República de Venezuela en 1985.
Desde la Cámara de Representantes, el 19 de noviembre de 1976, Murgas fue el proponente de la norma mediante Acto legislativo que creó la primera universidad para Valledupar y el Departamento del Cesar; la Universidad Popular del Cesar (UPC).
Desde el congreso, Murgas apoyó la postulación del dirigente liberal cesarense Aníbal Martínez Zuleta al cargo de procurador general de la Nación, quien fue finalmente electo el 1 de octubre de 1975.
Entre otros proyectos convertidos en leyes: 
- Nacionalización de las vías en el Departamento del Cesar: Las Vegas-Saloa; San Diego-Media Luna; Valledupar-Patillal-Badillo; El Copey-San Francisco-Chimila-Pailitas-Zapatoca; entre otras; sancionadas por el presidente D. Belisario Betancur.
- Por medio del cual se adoptan textos escolares, sancionada por el presidente D. Virgilio Barco.

### Elecciones regionales de 2007
Murgas Arzuaga fue candidato del Partido Conservador a las elecciones de gobernación en el departamento del Cesar. Las elecciones finalmente fueron ganadas por Cristian Moreno Panezo. Murgas obtuvo 47.746 votos.

## Publicaciones
- Murgas Arzuaga, Jaime (1967 - Versión Digital: 27 de septiembre de 2007). La expropiación en la Ley de reforma social agraria. Bogotá: the University of Wisconsin - Madison / Pontificia Universidad Javeriana. Consultado el 25 de marzo de 2016.